# Shaler (Mondkrater)
Shaler ist ein Einschlagkrater am äußersten westlichen Rand der Mondvorderseite, südöstlich des Mare Orientale, am nördlichen Ende des Vallis Bouvard und südöstlich des Kraters Wright.
Der Kraterrand ist unregelmäßig geformt, das Innere weitgehend eben.
Der Krater wurde 1964 von der IAU nach dem US-amerikanischen Geologen und Paläontologen Nathaniel Shaler offiziell benannt.